# Nervesa della Battaglia
Nervesa della Battaglia é uma comuna italiana da região do Vêneto, província de Treviso, com cerca de 6.653 habitantes. Estende-se por uma área de 35 km², tendo uma densidade populacional de 190 hab/km². Faz fronteira com Arcade, Giavera del Montello, Santa Lucia di Piave, Sernaglia della Battaglia, Spresiano, Susegana.

## Demografia
| Variação demográfica do município entre 1861 e 2011                               |
|                                                                                   |
| Fonte: Istituto Nazionale di Statistica (ISTAT) - Elaboração gráfica da Wikipedia |